# گلوریا ویلامایور
گلوریا ویلامایور (انگلیسی: Gloria Villamayor؛ زادهٔ ۱۰ آوریل ۱۹۹۲) بازیکن فوتبال اهل پاراگوئه است.
وی همچنین در تیم ملی فوتبال Paraguay بازی کرده‌است.